# Transatlantica Italiana
Die Transatlantica Italiana Società Anonima di Navigazione war eine Reederei mit Sitz in Genua. Hervorgegangen ist sie aus der Transoceanica Italiana, einer Reederei, die 1897 in Genua als ligurisch-brasilianische Gesellschaft für den Verkehr von Italien nach Brasilien mit Verbindungen zu den Häfen des Amazonas und später nach Argentinien und den Häfen des Río de la Plata gegründet worden war, wobei die Amazonashäfen 1903 aufgegeben wurden.
Die Transatlantica Italiana Società Anonima di Navigazione wurde 1914 gegründet durch einen Vertrag der Società Anonima di Navigazione und der
Hamburg-Amerika-Linie. Zum Zeitpunkt der Gründung bestand die Flotte der Gesellschaft nur aus zwei Schiffen. Daraufhin wurde der Bau von zwei Transatlantik-Dampfern in Auftrag gegeben, die Dante Alighieri und die Giuseppe Verdi, die die Route nach New York bedienen sollten. 
Die Schiffe der Gesellschaft waren im italienischen Marineregister registriert und fuhren unter der Flagge der italienischen Handelsmarine.
Im Jahr 1915, mit dem Eintritt Italiens in den Ersten Weltkrieg, wurde ein italienischer Verwaltungsrat gebildet, der an der Börse alle Kapitalanteile in den Händen deutscher Unternehmen erwarb und ein Jahr von Ansaldo, einem Genueser Rüstungskonzern, übernommen wurde.
Die Transatlantica Italiana führte unter dem Dach von Ansaldo ihre Transportdienste zwischen Italien und New York mit Anläufen in Lissabon, Gibraltar, den Azoren und Boston sowie zwischen Italien und der Ostküste Südamerikas weiter durch.
1928 wurden die Dante Alighieri und die Giuseppe Verdi nach Japan an die Nippon Yusen Kaisha (NYK) verkauft und wechselten ihre Namen in Asahi Maru und Yamato Maru. 1932 betraf der Bankrott von Ansaldo auch die Transatlantica Italiana, die ihre Flotte verkaufte und 1934 alle Aktivitäten einstellte.